# Brida (distrito)
Brida é um distrito localizado na província de Laghouat, Argélia, e cuja capital é a cidade de mesmo nome. A população total do distrito era de 15 924 habitantes, em 2008.[carece de fontes?]

## Comunas
O distrito é composto por três comunas:
- Brida
- Hadj Mechri
- Taouila. Em Taouila (تاوياله), localizada na Djebel Amour ao sudeste de Aflou, existe uma vila ecoturística.